# Tatsuro Hagihara
Tatsuro Hagihara (født 6. august 1982) er en tidligere japansk fodboldspiller.
Han har spillet for flere forskellige klubber i sin karriere, herunder Vegalta Sendai og Ehime FC.